# World Vision Deutschland
World Vision Deutschland e. V. (WVD) ist eine christliche Organisation mit Schwerpunkten in drei Hauptbereichen: Entwicklungszusammenarbeit, Katastrophenhilfe, und „entwicklungspolitische Anwaltschaftsarbeit“ für die beiden erstgenannten Bereiche.
Sie ist Teil der internationalen Dachorganisation World Vision International (WVI) und nicht in die Strukturen einzelner Kirchen eingebunden. Ihre Spendenprojekte werden hauptsächlich durch Kinderpatenschaften finanziert. In Deutschland engagiert sie sich zusätzlich in der Bildungsarbeit, der Forschung über Kinder sowie in Projekten gegen Armut.

## Leitbild
Der Verein arbeitet als Mitglied des Dachverbandes World Vision International (WVI) vor dem für alle WVI-Partner verbindlichen christlichen Selbstverständnis („Core Values“). Das Selbstverständnis ist dargelegt in seinen Dokumenten „Unsere Vision für eine gerechtere Welt“, seinem „christlichen Selbstverständnis“ und in der Satzung von World Vision Deutschland.
Der Dachverband WVI wird als evangelikal eingeordnet. Alan Whaites, ein ehemaliger Mitarbeiter von WVI, betont, dass die theologische Position von World Vision International über die Jahre hinweg komplexer und weniger homogen geworden sei. Friedrich Schäfer schreibt, es sei eine evangelische Prägung des Dachverbandes zu erkennen. Dabei betont er die Unterschiede der verschiedenen Strömungen des WV und kritisiert die Gleichsetzungen von WV USA, WVI und WVD als „undifferenziert“. Schäfer arbeitet heraus, dass man bei World Vision Deutschland zwar „auf evangelikale Wurzeln schließen“ könne, eine Verortung als evangelikal (im Sinne von fundamentalistisch) jedoch „eindeutig unzutreffend“ sei.

## Geschichte

### Vorgeschichte
Im Jahr 1979 gründete Manfred Kohl in Oberursel ein Büro des Dachverbandes World Vision International als Vorgänger von World Vision Deutschland e. V.
Im Jahr 1981 unterstützte World Vision Deutschland 15.000 Patenkinder; bis 1985 stieg die Zahl auf rund 30.000. Die Organisation unterstützte 1990 nach dem Sturz des Diktators Ceausescu in Rumänien sowohl vernachlässigte als auch häufig durch die Nutzung unsteriler Injektionsnadeln an der Immunschwächekrankheit AIDS erkrankte Waisenkinder.

### Gründung
Im Jahr 1994 wurde Günther Bitzer neuer Direktor von World Vision Deutschland. Nach einer Umstrukturierung wurde die Organisation als rechtlich selbständiger Verein eingetragen. Der neue Verein mit Sitz in Friedrichsdorf im Taunus wurde selbständiger Partner im Netzwerk von WVI.

### Von der Gründung bis zur Gegenwart

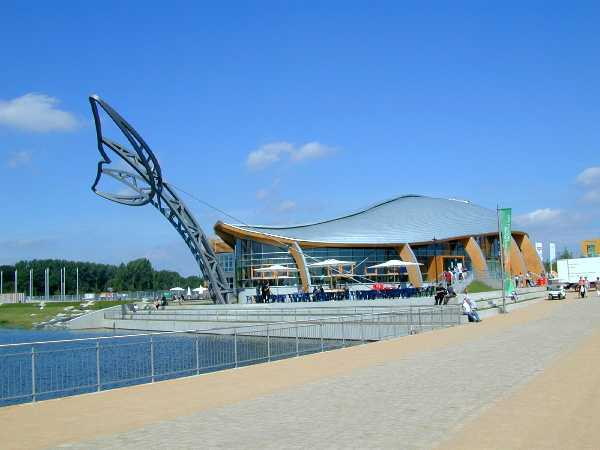
„Pavillon der Hoffnung“, Expo 2000

Im Jahr 2000 beteiligte sich WVD gemeinsam mit dem CVJM und der Evangelischen Allianz mit dem Projekt Pavillon der Hoffnung an der Expo 2000; eigener Thementag war der 31. Juli 2000.
2018 förderte der Verein in 48 Ländern insgesamt 284 Projekte, davon rund die Hälfte in Afrika. Die Organisation wurde Mitglied bei der Aktion Deutschland Hilft sowie im Jahr 2004 Gründungsmitglied der Kampagne Gemeinsam für Afrika. In Reaktion auf den Tsunami half WVD 2005 in den Ländern Indonesien, Sri Lanka und Indien. Dieses Projekt war seine bis dahin umfangreichste Katastrophen- und Wiederaufbauhilfe. Mit der Eröffnung des Berliner Büros wurde im folgenden Jahr die „entwicklungspolitische Anwaltschaftsarbeit“ begonnen. In diesem Jahr wurden rund 150.000 Jungen und Mädchen weltweit durch WVD gefördert.
Günther Bitzer trat zum 15. Juni 2007 als Direktor zurück. Seine Vertretung übernahm kommissarisch Urs Winkler, Geschäftsführer von World Vision Schweiz.
Die erste World Vision Kinderstudie wurde 2007 veröffentlicht. Im folgenden Jahr wurde Christoph Waffenschmidt Vorstandsvorsitzender. 2009 förderte WVD, unterstützt durch rund 150.000 Paten, insgesamt 253 Projekte in 49 Ländern. Im Jahr 2010 wurde die zweite World Vision Kinderstudie veröffentlicht. Im Finanzjahr 2018 hat World Vision Deutschland 284 Projekte in 48 Ländern gefördert.

## Projekte
| Sektor                                                  | Ausgaben in % |
| ------------------------------------------------------- | ------------- |
| Wasserbeschaffung und sanitäre Anlagen                  | 09,4 %        |
| Bildung                                                 | 05,9 %        |
| Einkommenssichernde Maßnahmen                           | 03,2 %        |
| Gesundheit                                              | 05,6 %        |
| Landwirtschaftliche Entwicklung und Ernährungssicherung | 34,4 %        |
| Nothilfe und Katastrophenschutz                         | 13,7 %        |
| Projektmanagement                                       | 08,7 %        |
| Qualifizierung/Aufbau und Zivilgesellschaft             | 03,4 %        |
| Sonstige Förderung von Kindern                          | 15,7 %        |

Der Verein betätigt sich in der Entwicklungszusammenarbeit, Not- und Katastrophenhilfe sowie „entwicklungspolitischen Anwaltschaftsarbeit“ (Lobbying). Schwerpunkte der Anwaltschaftsarbeit waren in den Jahren 2018 und 2019 Maßnahmen zur Beendigung von Gewalt gegen Kinder sowie Reintegration ehemaliger Kindersoldaten. Darüber hinaus werden langfristige Regional-Entwicklungshilfeprojekte durch Patenschaften und Themenspenden (Bildung, Wasser, Gesundheit) finanziert.

### Schwerpunkt im Ausland

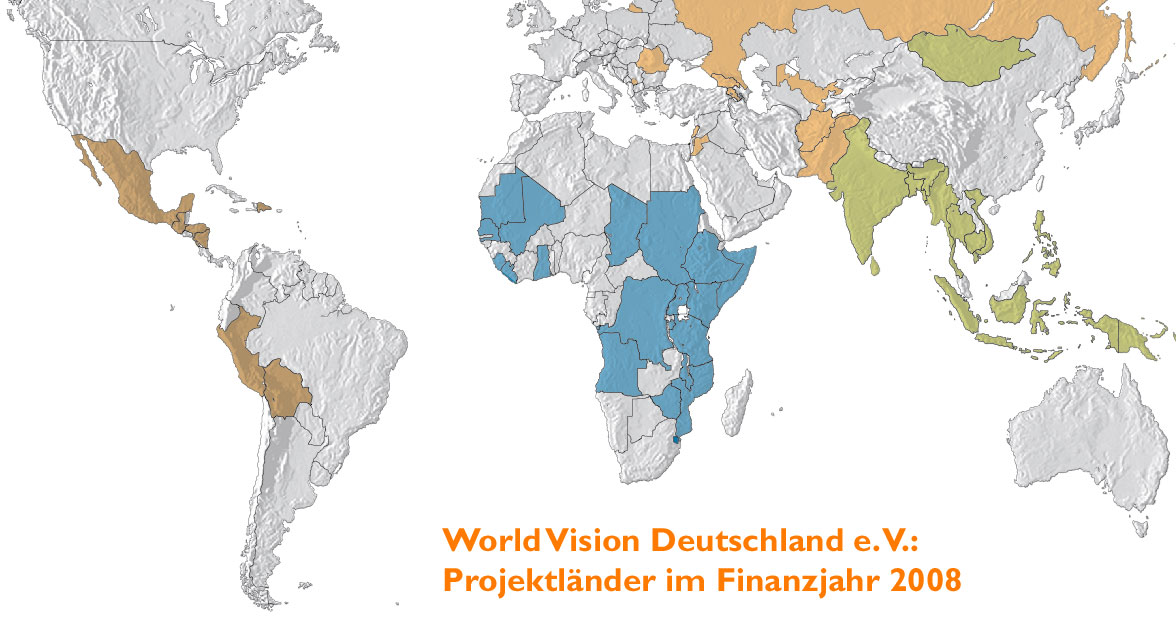
World Vision Deutschland: Projektländer im Finanzjahr 2008

Im Jahr 2018 förderte der Verein im Bereich der humanitären Hilfe in Afrika mit 46 Millionen Euro, Lateinamerika mit 8,9 Millionen Euro, Asien mit 14,4 Millionen Euro und Osteuropa und Naher Osten mit 14,3 Millionen. Schwerpunkte in Afrika waren die Kenia, Demokratische Republik Kongo, der Sudan, Südsudan, Malawi sowie Burundi.
Im Jahr 2020 stellte der Verein in Afrika 67,78 Millionen Euro bereit (61,9 %), in Lateinamerika 9,69 Millionen Euro (8,9 %), in Asien 19,69 Millionen Euro (18,0 %) und in Osteuropa und im Nahen Osten 12,30 Millionen Euro (11,2 %). Die Finanzierung dieser Projekte erfolgte überwiegend in Kooperationen mit dem Auswärtigen Amt, der Gesellschaft für Internationale Zusammenarbeit, der Europäischen Union, dem Welternährungsprogramm der Vereinten Nationen (WFP) sowie in Kooperation mit der Aktion Deutschland Hilft.
World Vision führte 2021 in 48 Ländern insgesamt 271 Projekte der humanitären Hilfe (Katastrophenhilfe und Entwicklungszusammenarbeit) durch. Davon waren 80 geförderte regionale Entwicklungsprojekte. Aus dem Jahresbericht ergibt sich, dass die Projekte von WVD im Jahre 2021 durch rund 160.000 Paten und Spender in Deutschland finanziert wurden.
Grundsätzlich stehen stets über Kinderpatenschaften geförderte Regional-Entwicklungsprojekte im Mittelpunkt, die neben der Nahrungsmittelsicherung auch medizinische Versorgung, Bildung, AIDS-Bekämpfung und Gewerbeförderung umfassen. Im Mittelpunkt der Arbeit steht die Unterstützung von Kindern, Familien und ihrem Umfeld im Kampf gegen Armut und Ungerechtigkeit. Ermöglicht werden die Projekte in erster Linie durch Kinderpatenschaften, aber auch durch Spenden und Öffentliche Geldgeber wie das Auswärtige Amt oder die Deutsche Gesellschaft für Internationale Zusammenarbeit. Darüber hinaus befasst sich das World Vision Institut für Forschung und Entwicklung mit den Themen Armut, gesellschaftliche Benachteiligung und soziale Ungerechtigkeit von Kindern.

#### Entwicklungszusammenarbeit
Siehe auch: Abschnitt Finanzierung zu Kinderpatenschaften als Finanzierungsmodell von WVD
Der Verein hat sein Verständnis von Entwicklungszusammenarbeit in zehn Grundsätzen zusammengefasst. Wichtigster Maßstab für den Erfolg seiner Entwicklungszusammenarbeit ist das Wohlergehen der Kinder, das WVD an Wirkungsindikatoren wie den sogenannten Kindeswohlindikatoren (wörtlich: „Child Well-Being-Outcome Indicators“) beobachtet, misst und auswertet. Mit dem Starthelfer-Programm fördert WVD schwangere Frauen und junge Mütter in Afrika, um den Kindern einen guten Start ins Leben zu ermöglichen.
Die Finanzierung entsprechender Projekte geschieht vor allem in Form der Kinderpatenschaften. Eine solche Patenschaften dient laut WVD dazu, die Lebensumstände von mittellosen Kindern und ihres Umfeldes zu verbessern, beispielsweise durch „medizinische Versorgung, Zugang zu Trinkwasser, Verbesserungen im Bereich der Bildung und Ernährung“.
Der Verein führt mit diesen Finanzmitteln Entwicklungsprogramme in der Region durch, in der das Patenkind lebt, um dessen Entwicklung sinnvoll in die Weiterentwicklung seiner Umgebung einzubetten. Dazu baut die Organisation u. a. Brunnen, Schulen und Krankenstationen.
Zur humanitären Arbeit des Vereins gehören die Vergabe von Mikrokrediten (seit 1993), die Friedensförderung und Gewaltprävention und die Entwicklung von Katastrophenwarnsystemen. Durch die Mikrokredite soll mittellosen Menschen mit unternehmerischem Talent zu Kapital verholfen werden, um ihre Selbstständigkeit zu erreichen. Um Benachteiligung durch traditionelle Rollenmuster auszugleichen, werden dabei Frauen stärker berücksichtigt.
Der Verein finanziert im Rahmen der Millennium-Entwicklungsziele, die Kindersterblichkeitsrate bis zum Jahr 2015 um zwei Drittel zu verringern in Sierra Leone in einem Gebiet mit 50.000 Menschen Erdnusspaste, Moskitonetze, Brunnen und Impfungen für Kinder.

#### Katastrophenhilfe
Der Verein beteiligt sich zusammen mit World Vision International und anderen World-Vision-Landesorganisationen am UNHCR-Projekt „Sphere“, um Mindeststandards der Katastrophenhilfe zu erarbeiten.
Eine Schwerpunktregion ist seit dem Erdbeben vom 12. Januar 2010 Haiti.
WVD arbeitet in der Katastrophenhilfe im Rahmen der Aktion Deutschland Hilft eng mit seinen Kooperationspartnern zusammen.
Im Koordinierungsausschuss Humanitäre Hilfe sprechen sich die Vertreter der insgesamt 19 beteiligten Nichtregierungsorganisationen, darunter auch WVD, im Krisenfall untereinander und mit der deutschen Regierung ab.
Der Verein versorgt Menschen in Katastrophengebieten – etwa nach dem Tsunami vom 26. Dezember 2004, dem Erdbeben in Sumatra oder der Überschwemmungskatastrophe in Pakistan 2010 – mit Nothilfe-Paketen. Ebenso werden Flüchtlinge in Kenia und dem Sudan versorgt. In Japan unterstützt WVD nach dem Erdbeben und dem folgenden Tsunami vom 11. März 2011 das dort ansässige Büro finanziell, um Hilfsgüter wie Medikamente, Decken, Lebensmittel und Dinge des täglichen Bedarfs wie Windeln oder andere sanitäre Artikel kaufen zu können. Koordiniert wird die Hilfe mit dem lokalen Büro vor Ort und Aktion Deutschland Hilft.

### Anwaltschaftsarbeit
„Unter Anwaltschaft versteht man in der Entwicklungszusammenarbeit den Versuch, in Entscheidungsprozessen im Norden – zum Beispiel in Deutschland oder der EU – Interessen der Menschen des Südens geltend zu machen. … Zu den Instrumenten dieser Anwaltschaft gehören nicht nur Lobby-Gespräche mit Politikern, sondern auch Kampagnen und die Aufklärung der Öffentlichkeit.“ World Vision geht es in der Anwaltschaft vor allem um Menschenrechte, insbesondere die Verwirklichung von Kinderrechten, die Friedensförderung, das Thema HIV/Aids und Gesundheit sowie das Erreichen der Millenniumsentwicklungsziele.
2018 forderte World Vision im Rahmen einer Petition die Bundesregierung auf, mehr Gelder für Bildung geflüchteter syrische Kinder zur Verfügung zu stellen. 2019 übergab World Vision eine Petition mit 18.750 Unterschriften an den Bundesentwicklungsminister Gerd Müller, damit die Regierung Finanzmittel zur Verfügung stellt, um ehemaligen Kindersoldaten eine Zukunft zu geben.

#### Der deutsche Kinderpreis
Der deutsche Kinderpreis wird seit 2007 vom Kinderhilfswerk World Vision Deutschland mit Unterstützung durch Wayne Carpendale, Sophie Schütt, Susanne Uhlen, Birgit Schrowange, Marc Bator, Görtz, Landliebe und bellybutton seit 2008 jährlich verliehen.
Den Kinderpreis erhielten 2010 unter anderen ein Projekt für Kinderreporter, die Internet-Zeitung „sowieso“, die Offenbacher Kinder- und Jugendfarm in der Kategorie „Kinder bewegen Umwelt“, die Rathenower Schülerfirma „Spassgalaxis“ in der Kategorie „Kinder bewegen Unternehmen“, der Verein „Schule machen ohne Gewalt“ (SMOG) für das Projekt „Klassenrat“ und das Projekt „Hoffnungsliebe“ von Andrea Cruse in der Kategorie „Kinder bewegen Kultur“.
Vorgänger dieses Preises war der im Jahr 2006 einmalig verliehene World Vision Journalistenpreis 2006 „Zukunft für Kinder“.

#### World Vision Kinderstudie
Das World Vision Institut für Forschung und Entwicklung erstellt seit 2007 die World Vision Kinderstudie aufgrund repräsentativer Befragungen von Kindern im Alter von sechs bis elf Jahren. Die zweite Studie erschien 2010, die dritte 2013, die vierte 2018; weitere Studien sollen alle vier Jahre erscheinen. Die Studien veranschaulichen die Lebenssituationen, Wünsche, Bedürfnisse und Interessen der Kinder in Deutschland und lehnen sich methodische an die ebenfalls unter Beteiligung von Hurrelmann erstellten Shell-Jugendstudien an, die seit 1953 herausgegeben werden und deren altersmäßiges Vorfeld sie beschreiben.

#### Bildungsarbeit
Seit 2002 engagiert sich die Organisation zunehmend im Bereich der entwicklungsbezogenen Bildungsarbeit. Ziel dieser Arbeit ist es nicht nur, auf Not und ungerechte Strukturen in den armen Ländern aufmerksam zu machen, sondern Menschen hierzulande zur Reflexion über das eigene Verhalten anzuregen. Ein Beispiel für dieses Engagement ist eine Informationskampagne über die rund 15 Millionen durch HIV und AIDS verwaisten Kinder (vor allem) in Afrika (TROTZ AIDS-Kampagne). Ein weiteres Beispiel ist das Online-Spiel für Schüler „Ein Dorf entsteht“, das in Zusammenarbeit mit dem DG-Verlag und den Volks- und Raiffeisenbanken für die Klassenstufen 8–13 entwickelt wurde. World Vision klärt auch über Mikrofinanz dienstleistungen auf.
World Vision beteiligte sich an der weltweiten Aktion „Das Große Lesen“.

#### World Vision Institut für Forschung und Entwicklung
WVI betreibt das World Vision Institut für Forschung und Entwicklung. Dort sollen Antworten auf die „großen globalen Fragen wie Armut, Ernährung, Energie, Bevölkerung und Klima“ gefunden werden. Hierzu gehören ein Mentoring-Programm für Studierende der Universität Mannheim, die World Vision Kinderstudie 2010 in Zusammenarbeit mit TNS Infratest Sozialforschung, eine Studie zum Schutz vor Genitalverstümmelung sowie die Betreuung von Studienarbeiten und Dissertationsprojekten.
WVD setzt auf Dialog statt auf Zwang und betreibt mehrere Kampagnen zu diesem Thema. Die TaskForce für effektive Prävention von Genitalverstümmelung hält den Schutz weiblichen Patenkinder vor der Beschneidung nicht für ausreichend und fordert im Vorfeld von Hilfeleistungen vor Ort eine Garantie, dass dort keines der Mädchen beschnitten werde. WVD hält diesen Ansatz für falsch. Burkhard Wilke vom Deutschen Zentralinstitut für soziale Fragen meint dazu, man könne die Hilfsleistungen nicht immer gegeneinander abwägen. Es könne „fatale Folgen haben, ein Dorf nicht mehr zu versorgen, um politische Forderungen durchzusetzen“.

### Öffentlichkeitsarbeit
World Vision ist für seine Kampagnen sowohl ausgezeichnet als auch kritisiert worden. Die Organisation setzt in ihrer Öffentlichkeitsarbeit neben TV, Funk, Presse und Events auch sogenannte „World Vision-Botschafter“ als Multiplikatoren ein. Neben langfristiger Entwicklungszusammenarbeit und humanitärer Hilfe engagiert sich die Organisation im Bereich entwicklungspolitischer Lobbyarbeit, die der Verein als „Anwaltschaftsarbeit“ bezeichnet. Um dafür effektiv tätig zu sein, wurde im Jahr 2006 in der Hauptstadt das Berliner Büro eröffnet.
In einer Spiegel-Reportage 1998 stellte World Vision heraus, dass professionell produzierte TV-Spots World Vision „den Durchbruch“ gebracht hätten, während der Markt für deutsche Hilfsorganisationen insgesamt immer härter werde. WVD werbe mit Emotionen, hieß es in dem Artikel. „Es geht auch um die Spender selbst. Um das gute Gefühl einer bestimmten Person zu helfen.“
Kritik kam 2003 und 2004 auf bezüglich der ARD-Fernsehserie Marienhof sowie zu Auslandsreportagen, die im Nachrichtensenders n-tv gesendet wurden. 2003 und 2004 zahlte eine PR-Agentur jeweils 15.300 Euro an die Bavaria Film, um Schleichwerbung für Kinderpatenschaften in der ARD-Fernsehserie Marienhof zu platzieren. World Vision bestritt, dass sie ein solches Vorgehen beauftragt oder bezahlt habe. 2005 bekräftigte die ARD-Clearingstelle gegen Schleichwerbung ihre Darstellung, nach der die Organisation ihre Botschaften in der Fernsehserie „Marienhof“ gegen Bezahlung unterbringen ließ. World Vision bestritt weiterhin, die Werbung in Auftrag gegeben zu haben.
Die Organisation hatte 2004 elf Auslandsreportagen kostenlos dem Nachrichtensender n-tv zur Verfügung gestellt. In den Filmen wurden die jeweiligen Hilfsprojekte von World Vision vorgestellt. Andere Hilfsorganisationen waren ähnlich vorgegangen. Der Deutsche Journalisten-Verband forderte die Medienanstalt Berlin Brandenburg auf, die Vorgänge bei n-tv zu untersuchen.
Der Deutsche Rat für Public Relations stellte in diesem Vorgang kein unzulässiges Verhalten fest, da „die Beiträge folgerichtig als gesponserte Placements kenntlich gemacht“ wurden, „indem der Zuschauer im Abspann auf die Unterstützung durch World Vision hingewiesen wurde.“

## Organisation
Der im Jahr 1979 gegründete Verein hatte im Jahr 2020 insgesamt 195 Mitarbeiter und 34 Mitglieder. Der Verein hat neben der Mitgliederversammlung besondere Vertreter als Organe. Seit Januar 2010 berät ein Kuratorium das Präsidium.

### Finanzierung
Der Verein finanziert sich vor allem aus Patenschaftsbeiträgen (38 %), Öffentlichen Mitteln (39,2 %), Spenden für sonstige Projekte der Entwicklungszusammenarbeit und sonstige Spenden (12 %), sowie aus Einnahmen von Kooperationspartnern (9,8 %). Insgesamt wurden im Jahr 2020 134,3 Millionen Euro eingenommen. Die Spenden werden vor allem in Form von Spendenpatenschaften im Bereich Entwicklungszusammenarbeit eingenommen. Die Paten können ab einem Betrag von 30 Euro monatlich selbst entscheiden, mit welchem Betrag sie ein Kind unterstützen. Die Finanzierung der Entwicklungszusammenarbeit durch Patenschaften soll die Ausgaben für Werbung reduzieren, weil es sich um Dauerspenden handelt. Die Kosten für Werbung und Verwaltung werden als angemessen bewertet. Dafür wurde World Vision Deutschland das DZI-Spendensiegel vergeben. Der e. V. ist Unterzeichner der Initiative Transparente Zivilgesellschaft.

#### Bewertung der Finanzierung
Der Verein trägt seit dem Jahr 2003 das Spenden-Siegel des Deutschen Zentralinstituts für soziale Fragen (DZI).
Peter Dietzel von Netz Bangladesch äußerte die Befürchtung, „die Kinder würden von den großen Organisationen instrumentalisiert“. World Vision Deutschland verteidigt solche Aktionen damit, selbst das DZI meine, es gehe nicht immer ohne Werbung, und habe der Organisation attestiert, ihr Marketing sei „seriös, ethisch akzeptabel […] und [werde] zu angemessenen Kosten durchgeführt“.
Im Jahr 2009 erreichte der Verein den zweiten Platz beim Transparenzpreis, der von PricewaterhouseCoopers gemeinsam mit dem Lehrstuhl für Rechnungslegung und Prüfung an der Georg-August-Universität Göttingen vergeben wird. Vorher hatte es zweifach den vierten Platz erreicht. Im Dezember 2014 wurde World Vision gemeinsam mit der Welthungerhilfe als transparenteste Organisation in Deutschland ausgezeichnet.

#### Patenschaften
Der Verein bietet Spendern – wie auch die anderen Landesbüros – ein Patenschaftsmodell an. Beim „Modell des integrierten Regionalprojekts“ werden regelmäßig gleichbleibende Beträge für ein Entwicklungshilfeprojekt gespendet. Dabei wird dem Spender exemplarisch der Kontakt zu einem Kind aus diesem Projekt vermittelt, von dem er immer wieder Post bekommt und das er auch besuchen kann. Die Spende finanziert die Patenkinder, deren Familien sowie die Dorfgemeinschaften in einer geographisch definierten Region mit dem Ziel, sie, „langfristig unabhängig von fremder Hilfe werden zu lassen“.

##### Partnerschaftliche Entwicklungszusammenarbeit
Das Patenschaftskonzept von World Vision International hat sich im Laufe der Geschichte der Organisation gewandelt. Das Modell entstand, als der Gründer von World Vision, Bob Pierce, „während des Korea-Krieges zwei traumatisierte[n], verwahrloste[n] Kinder[n]“, die zuvor vom Waisenhaus abgelehnt worden waren, die Unterbringung und Erziehung selbst finanzierte. Darauf aufbauend warb er „Paten“ hauptsächlich für solche Waisen, um ihnen die Heimunterbringung zu ermöglichen. Die Paten „spendeten jeden Monat einen bestimmten Betrag, um einzelnen Kinder[n] bessere Ernährung, medizinische Versorgung und Schulbildung zu ermöglichen“.
Wurden anfangs vorwiegend Waisenheime und Schulen und später kleine Dorfentwicklungsprojekte gefördert, so werden heute großflächig angelegte Regionalentwicklungsprogramme durchgeführt, bei denen die Patenschaftsbeiträge zur Finanzierung von multisektoralen Hilfsmaßnahmen eingesetzt werden.
Die Patenschaft für ein Kind beinhaltet die Hilfe für sein soziales Umfeld. Diese reicht von Hygiene-, Gesundheits- und Ernährungsberatung sowie der Bereitstellung von Bildung sangeboten, über Einkommensförderung beispielsweise durch Kleinkredite bis hin zu Wohnungsbauhilfen und Rechtsberatung. Jeder Pate finanziert mit der personengebundenen Spende anteilig übergreifende Projektprogramme mit. Je nachdem, welche Ziele für eine spezifische Projektregion vereinbart sind, gehören dazu der Bau von Wassersystemen, Umweltschutz, Straßenbau und Infrastrukturelle Maßnahmen sowie die damit verbundene Förderung des lokalen Handels und der Märkte. Ein Patenschaftsprojekt wird als Regional-Entwicklungsprojekt angelegt, umfasst meist kleine Dörfer oder Siedlungen und kann bis zu zehntausend Einwohner erreichen. Die Patenschaften ermöglichen eine längerfristige Entwicklungszusammenarbeit, da Patenkinder oft länger als zehn Jahre unterstützt werden. Anders ist dies bei Projekten, die von Geber-Institutionen, etwa der Europäischen Union oder dem Auswärtigen Amt, unterstützt werden. Die Förderung beschränkt sich dort größtenteils auf kürzere Zeiträume.
Früher wurde kritisiert, dass Gelder häufig nur das Patenkind erreichten und dies Neid bei denen erzeuge, die keine persönlichen Spender hätten. Heute werden laut Hammer von DW-World die Patengelder breiter gestreut und so ganze Schulklassen und Dörfer betreut.
Die Zeitschrift Finanztest hielt 2004 allgemein bei Organisationen, „die in erster Linie persönliche Kinderpatenschaften im Rahmen regionaler Entwicklungsprojekte fördern“, die Verwaltungskosten mit „bis zu einem Drittel“ der Gesamtausgaben für vergleichsweise hoch. Diese Organisationen trieben einen vergleichsweise hohen Aufwand zugunsten ihrer Spender, beispielsweise für Briefwechsel oder Besuche. Diese Mehrkosten seien für die Spender meist von untergeordneter Bedeutung. World Vision hat im Vergleich dazu nur Verwaltungskosten in Höhe von 10 % (2005) und 7,3 % (2004).

##### Katalogartige Werbung in den 1980er Jahren
Werbung für Patenschaften stand ab Mitte der 1980er Jahre wiederholt in der Kritik. Diese richtete sich dabei unter anderem gegen die Hilfsform „Kinderpatenschaft“, die paternalistische und Kinder quantifizierende Züge trage. Es werde die Suggestion vermittelt, Spender könnten sich ein „Wunschkind“ auswählen. Dieser katalogähnliche, instrumentelle Zugang zu Kindern widerspreche dem Gedanken der Entwicklungszusammenarbeit, dass Hilfe unabhängig von der Individualität der Person allein aufgrund einer Notsituation oder von struktureller Ungleichheit zu gewähren sei.
World Vision Deutschland beendete 2004 diese Art der Werbung.
Scheunpflug vermerkte, dass World Vision inzwischen in „einer ausführlichen Informationsbroschüre […] Spender darüber informiert, wie die Photos und die Informationen über die Kinder gewonnen werden und in welcher Form die Eltern dabei einbezogen werden“. Dies sei für „die Transparenz am Spendermarkt“ ein hilfreiches Vorbild.

##### Beschneidung weiblicher Genitalien
Im Jahr 2009 wurde verschiedenen Patenschaftsorganisationen, darunter World Vision Deutschland, vorgehalten, nicht ausreichend darauf hinzuwirken, dass von ihnen betreute Patenmädchen vor der Beschneidung der Genitalien geschützt werden. Die Organisationen duldeten – so der Vorwurf –, dass hunderttausende von ihnen betreute Mädchen an den Genitalien verstümmelt würden. Die Kampagnen forderten die Organisationen auf, ihre „Marktmacht“ geltend zu machen, damit die Unversehrtheit der Patenkinder durch regelmäßige Gesundheitskontrollen kontrolliert werde; dies müsste zur Bedingung für finanzielle Unterstützung erhoben werden.
Die Patenorganisationen verwarfen diesen Ansatz und leisteten stattdessen Aufklärungsarbeit, um der Beschneidung alternative Rituale gegenüberzustellen.
Welcher dieser Ansätze wirksamer ist, ist unklar, da keine vergleichenden medizinischen Untersuchungen vorliegen.

### Mitgliedschaften, Arbeitsbeziehungen und Netzwerke
World Vision Deutschland ist ein Partner von World Vision International. WVI geht „von einer Gleichheit der Akteuere innerhalb der WV-Partnerschaft“ in Bezug auf die Entwicklungszusammenarbeit aus, bei der eine internationale Abstimmung bezüglich Themen und Politik vorgenommen wird.
Der Verein ist Mitglied im Koordinierungsausschuss Humanitäre Hilfe des Auswärtigen Amtes, im Verband Entwicklungspolitik deutscher Nichtregierungsorganisationen (VENRO) und Mitglied im Deutschen Spendenrat. Um die humanitäre Hilfe bei Katastrophen mit anderen Organisationen zu koordinieren, ist World Vision Deutschland auch Mitglied bei Aktion Deutschland Hilft. Weitere Mitgliedschaften bestehen beim Aktionsbündnis gegen AIDS, beim Bund Katholischer Unternehmer, beim Deutschen Bündnis Kindersoldaten, bei der Aktion Gemeinsam für Afrika, bei der Plattform Zivile Konfliktbearbeitung, bei VOICE (Voluntary Organisations in Cooperation in Emergencies), sowie bis zu deren Auflösung 2008 bei EuronAid.
Die deutsche Sektion des Hilfswerkes ist auch Mitgliedsorganisation des linken globalisierungskritischen Netzwerkes attac. Des Weiteren ist der Verein Mitglied im Netzwerk Integra (Deutsches Netzwerk gegen weibliche Genitalverstümmelung) und bei der Global Campaign for Education (Deutsche Sektion der Globalen Bildungskampagne). World Vision Deutschland e. V. ist einer der Unterzeichner der Initiative Transparente Zivilgesellschaft von Transparency International Deutschland e. V.

## Publikationen

### Periodika
Der Verein publiziert jährlich seinen Jahresbericht, der online eingesehen werden kann. Daneben werden das Spendermagazin Hilfe Direkt (seit 1983) und durch das World Vision Institut die Reihe Theorie und Praxis herausgegeben. Seit 2019 erscheint das jährliche Magazin „World Vision Philanthropie“, das einen Überblick über die Arbeit der vergangenen zwölf Monate bietet.

### Bücher
- Klaus Hurrelmann, Sabine Andresen et al.: Kinder in Deutschland 2007 – 1. World Vision Kinderstudie. Herausgeber: World Vision Deutschland, Fischer, Frankfurt/Main, 2007, ISBN 978-3-89331-841-4 (im Nachdruck kostenlos über die Bundeszentrale für politische Bildung zu beziehen)
- Klaus Hurrelmann, Sabine Andresen et al.: Kinder in Deutschland 2010 – 2. World Vision Kinderstudie. Herausgeber: World Vision Institut, Fischer, Frankfurt/Main, 2010, ISBN 978-3-596-18640-2
- Klaus Hurrelmann, Sabine Andresen et al.: Kinder in Deutschland 2013 – 3. World Vision Kinderstudie. Herausgeber: World Vision Institut, Beltz, Frankfurt/Main, 2013, ISBN 978-3-407-85950-1
- Sabine Andresen, Sascha Neumann et al.: Kinder in Deutschland 2018 – 4. World Vision Kinderstudie. Herausgeber: World Vision Institut, Beltz, Frankfurt/Main, 2018, ISBN 978-3-407-29561-3
- Kurt Bangert, Thomas Schirrmacher (Hrsg.): HIV und AIDS als christliche Herausforderung. erarbeitet von World Vision Deutschland im Auftr. von Idea (Idea-Dokumentation)
  - Band 1 Grundsätzliche Erwägungen. Verlag für Kultur und Wiss., Bonn 2008, ISBN 978-3-938116-44-9.
  - Band 2 Aus der praktischen Arbeit. Verlag für Kultur und Wiss., Bonn 2008, ISBN 978-3-938116-45-6.

### Sonstiges
In den Jahren 1997 bis 2008 publizierte World Vision Deutschland Bausteine zur Selbsthilfe …: Berichte aus unseren Patenschaftsprojekten.
Bis 2014 gab das World Vision Institut die wissenschaftliche Reihe Soziale Innovationen heraus, zu Themen rund um soziales Unternehmertum.
World Vision Deutschland gab 2009 unter dem Titel Gesunde Kinder weltweit eine Übersetzung der Studie Child Health Now heraus.